# 米什基諾區 (巴什科爾托斯坦共和國)

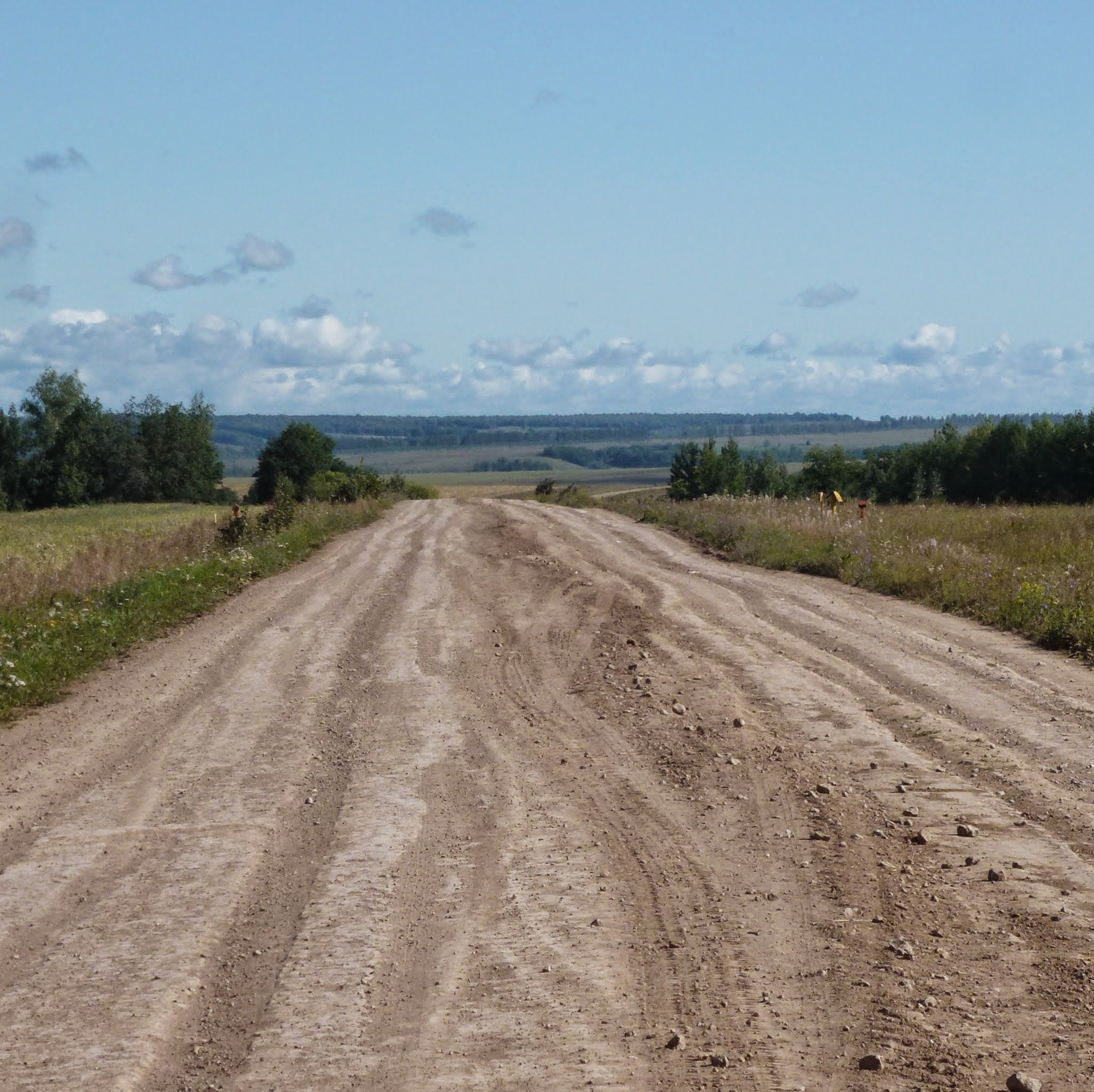

55°32′N 55°58′E / 55.533°N 55.967°E
米什基諾區（俄语：Мишкинский район），是俄羅斯的一個區，位於該國西南部，由巴什科爾托斯坦共和國負責管轄，始建於1930年，面積1,689平方公里，2010年人口25,318，人口密度每平方公里14.99人。